# Vernon (Colombie-Britannique)
Pour les articles homonymes, voir Vernon.
Vernon est une ville canadienne de Colombie-Britannique, centre économique, commercial et administratif du district régional de North Okanagan. Elle forme avec la ville voisine, Coldstream, le chef-lieu du district, une agglomération de plus de 50 000 habitants. Elle occupe une vallée à 400 m d'altitude en bordure du lac Okanagan. Son climat tempéré océanique aux étés chauds favorise les vergers ainsi que le tourisme qui bénéficie en outre des plages et vues sur le lac. D'abord simple village d'hiver des autochtones Salish, elle devient une municipalité en 1892. Elle doit son développement initial dans la seconde moitié du XIXe siècle aux prospecteurs miniers bientôt suivis par les éleveurs et agriculteurs. Le développement des infrastructures de transport : route, chemin de fer et navigation sur le lac relient dès cette époque la cité au reste de la province.

## Histoire
Le site de Vernon et sa région sont d'abord habités par les Okanagans, un peuple Salish de l'Intérieur. Ils peuplent la vallée de l'Okanagan, il y a 20 000 ans à la fin de la dernière ère glaciaire en provenance du sud. Ils construisent sur le site du centre-ville des demeures semi-enterrées pour l'hivernage. À la belle saison ils nomadisent au gré des ressources : parcourant leurs terrains de chasse, pêchant et récoltant baies et tubercules. Un sentier traverse l'émissaire du lac Swan au niveau d'un rétrécissement du cours d'eau qui vaut au lieu le nom indigène de Mintle-Moos-Chin (signifiant : en sautant par dessus le ruisseau). Le premier Européen à traverser la région paraît être, en 1811, David Stuart, un employé de la Compagnie des Fourrures du Pacifique plus tard absorbée par la Compagnie de la Baie d'Hudson,.

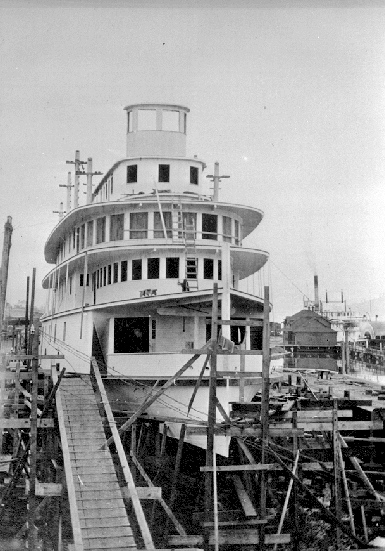
Le Sicamous en construction à Okanagan Landing (1913).

Vers 1860, des missionnaires oblats menés par le Père Durieu œuvrent épisodiquement auprès des autochtones et bâtissent une résidence qui vaut à la localité le nom de Priest's Valley. L'année suivante, Luc Girouard, un Québécois ayant participé à la ruée vers l'or de Californie vient prospecté l'or sur la rivière Cherry, avant de s'installer en 1867 sur 160 acres de terre qu'il a préempté à l'ouest de l'émissaire du lac Swan. Il devient, alors, le premier habitant permanent de Vernon où il construit une cabane de rondin, défrichant, irriguant ses terres et plantant le premier verger de la ville. En 1871, le sentier vers Kamloops est élargi pour permettre le passage des chariots et en 1885, un plan est établi pour une ville. Priest's Valley est renommée Centreville.   
En 1885, le Canadien Pacifique achève sa ligne transcontinentale. En 1892, une ligne secondaire relie Vernon à Sicamous sur la ligne principale. À Vernon le terminus est localisé à Okanagan Landing, le port de Vernon sur le lac Okanagan. Une gare et un quai facilitent l'embarquement des passagers et des marchandises sur des bateaux à roues à aubes en direction des localités du sud du lac : Kelowna et Pendicton.

## Géographie

### Situation
Vernon se situe dans la province canadienne de Colombie-Britannique dans le district régional de North Okanagan. Elle voisine au nord-ouest la municipalité de district de Coldstream avec laquelle elle forme une seule agglomération. De même l'agglomération de Vernon dépasse les limites communales, à l'est au niveau de l'aire électorale C ou au nord sur l'aire électorale B en direction du lac Swan. La municipalité enclave la réserve indienne de Priest's Valley tandis qu'au nord-ouest elle est bordée par la réserve Okanagan 1, toutes deux rattachées à l'aire électorale B,,. 
| Aire électorale B (zone 1) Okanagan 1                | Aire électorale B (zone 1) | Aire électorale C |
| Aire électorale B (zone 1)                           | Vernon                     | Coldstream        |
| Lake Country                                         | Aire électorale B (zone 2) |                   |
| Enclave : Aire électorale B (zone 3) Priest's Valley |                            |                   |

La ville s'étend entre le bras nord-est du lac Okanagan, les lacs Swan et Kalamalka sur plus de 116 km². Le territoire communal comprend la vallée de la rivière de Vernon (émissaire du lac Kalamalka) en aval de Coldstream y compris les hauteurs qui bordent le bras du lac Okanagan ainsi que celle de son affluent, l'émissaire du lac Swan. Les altitudes varient de 342 m au bord du lac Okanagan à 826 m sur les collines qui bordent la vallée,,.
Le territoire municipal, de même que la vallée de l'Okanagan se situe en bordure est du Plateau Thompson, une section sud du Plateau Intérieur de la Colombie-Britannique. À l'est débutent les Hautes-Terres de Shuswap dont les premiers sommets à 6 km de la ville dépassent 1200 m et à 16 km, le mont Silver Star atteint 1915 m d'altitude. Au sud de la vallée du Coldstream, ces montagnes se poursuivent par les Hautes-Terres de l'Okanagan,.

### Transport
Vernon est au carrefour des routes provinciales 97 et 6. La route 97 la relie au sud en suivant la vallée de l'Okanagan à Kelowna (50 km) et Penticton (110 km). Au nord-est la route 97 rejoint la transcanadienne 1 en direction de Kamloops (120 km), tandis que les bifurcations 97B et 97A rejoignent la transcanadienne 1 au nord à Salmon Arm (60 km) et Sicamous (75 km). La transcanadienne permet de gagner l'Alberta par le col du Cheval-qui-rue (360 km) et Calgary (550 km) tandis que Vancouver au sud-est est distante de 440 km. La route 6, à l'est, permet de gagner la vallée de la Columbia par Fauquier (140km).
Vernon bénéficie d'une desserte ferroviaire fret par la ligne du Nord-Okanagan. Elle se relie à la ligne transcontinentale à Kamloops, au nord-ouest et se poursuit à l'est jusqu'à Lumby. Elle est gérée par le Canadien National. Il n'existe plus de service passager. La ligne entre Vernon et Kelowna est déposée pour laisser place à une piste cyclable,.
Vernon dispose d'un aéroport régional géré par la municipalité et se situe à proximité des aéroports internationaux de Kelowna et Kamloops.

### Géologie
La plus grande partie du territoire communal est recouvert de sédiments glacio-lacustres quaternaires à l'exception des rives du lac les plus à l'ouest. Ces sédiments témoignent de l'ancienne extension du lac Okanagan. Ce lac proglaciaire est appelé lac Penticton, son altitude de surface est estimée entre 500 et 525 m contre 342 m pour le lac Okanagan moderne. L'histoire géologique locale est marquée par l'accrétion du terrane Quesnellia à l'ancienne marge nord-américaine, au Jurassique inférieur, dans le cadre de la formation de la Cordillère Canadienne. L'axe nord-sud reliant les lacs Swan et Kalamalka sépare deux domaines géomorphologiques : les ceintures d'Intermontane et d'Oménica.  
L'ouest appartient à la ceinture géomorphologique d'Intermontane. Il est constitué localement de roches sédimentaires appartenant au terrane Quesnellia. La baie sur le lac et la vallée adjacente du Vernon est occupé par des terrains d'âges dévonien à triasique appartenant au groupe d'Harper Ranch et Nicola. Ils sont constitués de roches très fines indurées détritiques : siliceuse (siltites) ou argileuse (argilites) ou encore calcaire. Au nord-ouest on retrouve les mêmes types de roches appartenant au groupe de Nicola datées du Trias supérieur. À l'extrême ouest en bordure du lac des intrusions plutoniques postérieures à l'accrétion datent du Jurassique moyen (granodiorites) et de l'Éocène (granites),,,,. 
L'est appartient à la ceinture géomorphologique d'Oménica. Il est constitué localement de roches métamorphiques appartenant au socle de la marge nord-américaine. Ce sont des orthogneiss datés du Protérozoïque au Paléozoïque. Plus à l'est en dehors du territoire communal, les Hautes-Terres de Shuswap sont constituées de roches sédimentaires, datées du Trias supérieur du terrane Quesnellia charriées sur la marge nord-américaine. Ce sont à nouveau des roches détritiques fine argileuses ou siliceuses mais aussi plus grossière : grès et conglomérats. On retrouve aussi des calcaires.  Des roches volcaniques datées du Trias supérieur au Jurassique inférieur recouvrent localement ces couches sédimentaires,,,. 

### Climat

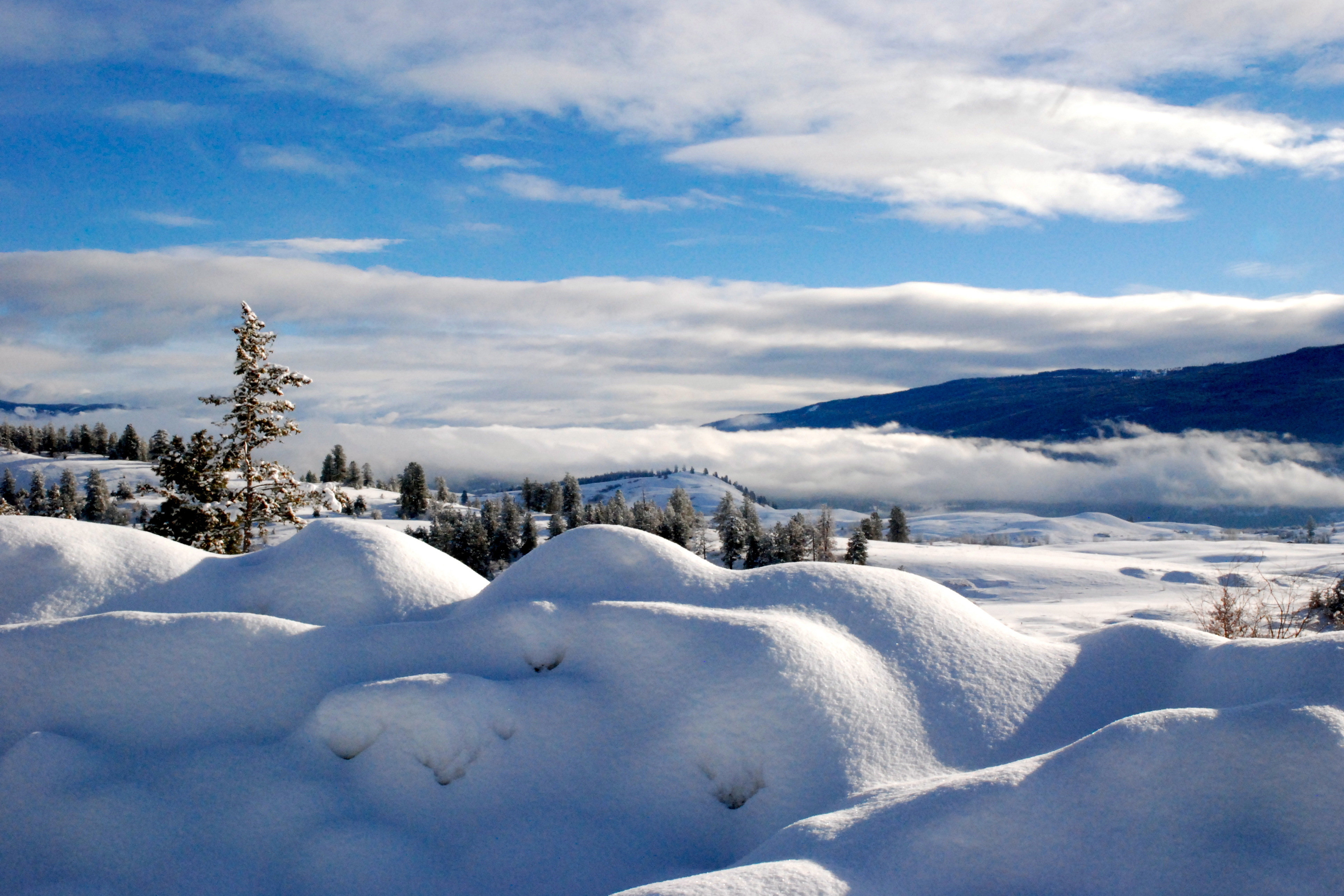
Collines enneigées de Predator Ridge (février 2008).

Le climat de Vernon est classé comme océanique : Cfb dans la classification de Köppen. Les hivers sont marqués par des moyennes mensuelles tout juste négatives de décembre à mars tandis qu'en été ces moyennes dépassent 20°C en juillet et août. Les épisodes de grands froids peuvent survenir en hiver avec des températures qui peuvent descendre entre -10°C et -30°C d'octobre à mars. À l'inverse, les étés peuvent connaitre des épisodes caniculaires dès mai et jusqu'en septembre, avec des températures dépassant 30°C, voire frôlant les 40°C en juillet et août. Les précipitations annuelles sont modestes avec moins de 500 mm de précipitations annuelles dont 1,40 m de neige. Ces précipitations sont réparties de façon assez régulière sur l'année. On distingue un maximum de précipitation au-dessus de 50 mm par mois, en hiver de novembre à janvier, essentiellement sous forme neigeuse. Les premiers flocons peuvent apparaître dès octobre, tandis que les derniers peuvent se rencontrer en mai. Un second maximum de précipitation survient de mai à juin avec de 40 à 50 mmm de pluies mensuelles. Le minimum de précipitation, inférieur à 30 mm, s'observe à la fin de l'hiver entre février et avril. Un second minimum estival conjugué avec des températures élevées est responsable de la sécheresse en juillet et août.  L'amplitude thermique est de l'ordre de 5°C en hiver, mais dépasse les 10°C en été.
| Mois                                  | jan.       | fév.      | mars       | avril     | mai       | juin      | jui.     | août     | sep.      | oct.     | nov.       | déc.       | année            |
| ------------------------------------- | ---------- | --------- | ---------- | --------- | --------- | --------- | -------- | -------- | --------- | -------- | ---------- | ---------- | ---------------- |
| Température minimale moyenne (°C)     | −5         | −3,2      | −0,3       | 3,7       | 7,9       | 11,4      | 14,2     | 13,6     | 9,1       | 3,8      | −0,8       | −4,4       | 4,2              |
| Température moyenne (°C)              | −2,8       | −0,2      | 4,2        | 9,4       | 13,9      | 17,4      | 21       | 20,5     | 15,3      | 7,9      | 1,8        | −1,2       | 8,8              |
| Température maximale moyenne (°C)     | −0,5       | 2,8       | 8,7        | 15,1      | 19,9      | 23,3      | 27,6     | 27,2     | 21,4      | 11,9     | 4,3        | 0          | 13,5             |
| Record de froid (°C) date du record   | −27,5 1996 | −24 1996  | −13,5 2002 | −3,5 1997 | −1 1999   | 4 1991    | 7,5 1999 | 4,5 2000 | −0,5 1992 | −10 1991 | −24,5 2006 | −30,5 1990 | −30,5 29/12/1990 |
| Record de chaleur (°C) date du record | 10,5 1992  | 11,5 2006 | 20,5 1994  | 26,5 1998 | 32,5 2005 | 36,5 1992 | 39 1994  | 39 1998  | 33 1998   | 26 1991  | 15,5 2006  | 10,5 2004  | 39 4/8/1998      |
| Précipitations (mm)                   | 52,2       | 25,2      | 28,7       | 29        | 46,3      | 49,6      | 35,4     | 31,9     | 32,7      | 41,5     | 57,5       | 57         | 487              |
| dont neige (cm)                       | 40,5       | 13,5      | 11,7       | 1,8       | 0         | 0         | 0        | 0        | 0         | 0,9      | 26,5       | 47,3       | 142,1            |
| Nombre de jours avec précipitations   | 5,6        | 5,2       | 9,3        | 10,8      | 12,7      | 13,1      | 8,7      | 7,6      | 8,5       | 13,5     | 10,4       | 4,5        | 109,8            |
| Nombre de jours avec neige            | 11,1       | 5,2       | 3,3        | 0,3       | 0         | 0         | 0        | 0        | 0         | 0,5      | 6,5        | 11,7       | 38,6             |

## Administration

### Municipalité et circonscriptions législatives
Vernon a le statut municipal de cité. Elle est gérée par un conseil municipal de 7 membres : le maire et ses 6 conseillers. La ville dépend du district régional de North Okanagan. Elle nomme 4 des 14 directeurs du district qui y disposent de 17 voix sur 41 pour les votes à majorité pondérée. Quoiqu'elle soit la principale municipalité du district, elle n'en est pas le chef-lieu. Le bureau du district siège dans la municipalité voisine de Coldstream,,.
| 1982-1986    |  | 1990-1999     | 1999-2005   | 2005-2011     | 2011-2014    | 2014-2018  | 2018-2026,     |
| ------------ |  | ------------- | ----------- | ------------- | ------------ | ---------- | -------------- |
| Lyall Hansen |  | Wayne McGrath | Sean Harvey | Wayne Lippert | Rob Sawatzky | Akbal Mund | Victor Cumming |

Vernon appartient à la circonscription législative provinciale de Vernon-Monashee et à la circonscription législative fédérale d'Okanagan-Nord—Shuswap,.

### Sécurité et justice
Vernon est le siège permanent d'un tribunal provincial (Provincial Court) et d'un tribunal supérieur (Supreme Court),. Pour la gendarmerie royale du Canada, la ville dépend du détachement de Vernon-Okanagan-Nord qui comprend outre Vernon quatre autres sites : Armstrong, Enderby, Falkland et Lumby. Pour la lutte contre les incendies, la ville dispose de trois casernes localisées au centre-ville, à Okanagan Landing et à Predator Ridge. Le personnel, en 2016, comprend 29 professionnels employés à plein temps et 25 volontaires indemnisés à l'appel.  

## Économie
Vernon est un centre commercial et de service ainsi qu'un lieu de travail pour les habitants du district régional du North Okanagan ainsi que les zones adjacentes du district régional de Central Okanagan. Sa zone de chalandise dessert environ 100 000 habitants auquel on peut rajouter en 17 000 à titre occasionnel et en concurrence avec les villes voisines de Kamloops, Kelowna ou Revelstoke. Les mouvements pendulaires domicile travail concernent, en 2016, 21 000 personnes dont 11 600 pour un trajet inférieur à 5 km.
En 2016, le secteur primaire emploie 5% des actifs, le secteur secondaire 17% et le secteur tertiaire 78%. Au sein du secteur tertiaire, le commerce et la logistique représentent  20% du total des actifs, l'éducation, la santé et l'aide sociale 20% tandis que l'hôtellerie-restauration emploie 10% des actifs. Les principaux employeurs de la ville sont la municipalité de Vernon (600 employés) ; Kal Tire, un distributeur de pneu (350) ; Wallmart, un hypermarché (300 à 350), Wesbild/Predator Ridge, une station touristique associée à un golf (200 à 300) ; Sparkling Hill Resort, un complexe touristique (250-300) ; Real Canadian Supestore, un hypermarché (290).

## Démographie
| 1971   | 1976   | 1981   | 1986   | 1991   | 1996   | 2001   | 2006   | 2011   |
| ------ | ------ | ------ | ------ | ------ | ------ | ------ | ------ | ------ |
| 13 964 | 17 984 | 20 500 | 20 916 | 24 112 | 32 165 | 33 542 | 35 944 | 38 180 |

| 2016   | 2021   | - | - | - | - | - | - | - |
| ------ | ------ | - | - | - | - | - | - | - |
| 40 116 | 44 519 | - | - | - | - | - | - | - |

## Sports et loisirs
Vernon est connue pour ses plages et ses lacs en été, et pour le ski et le hockey en hiver.